# Ławrientij Switielski
Ławrientij Konstantinowicz Switielski, ros. Лаврентий Константинович Свительский (ur. 1 sierpnia?/14 sierpnia 1902 w Syczówce w guberni żytomierskiej, zm. 21 lutego 1979 w Kijowie) – radziecki i polski wojskowy, generał major Armii Czerwonej i Armii Radzieckiej, generał brygady ludowego Wojska Polskiego.

## Życiorys
Był synem rolnika Konstantina i Marii z Krukowskich. Do 1917 skończył dwie klasy szkoły ziemskiej w Bukach k. Żytomierza. Członek komitetu rejonowego i sądu rejonowego w Czepowiczach k. Żytomierza od 1922. W 1923 wcielony do Armii Czerwonej. We wrześniu 1926 skończył Szkołę Dowódców Piechoty w Moskwie. Dowódca plutonu w 45 Pułku Piechoty, od maja 1930 dowódca kompanii. W latach 1929–1931 na kursie wieczorowym w Instytucie Technicznym w Mikołajowie. W latach 1935–1938 studiował w Akademii Wojskowej im. Frunzego w Moskwie, którą ukończył w stopniu kapitana. Szef wydziału I operacyjnego w sztabie 72 Dywizji Piechoty, a od grudnia 1939 szef oddziału I operacyjnego w sztabie 12 Armii w stopniu majora, potem podpułkownika. Od lutego 1941 zastępca szefa sztabu 199 Dywizji Piechoty. Walczył na Froncie Południowo-Zachodnim od czerwca 1941. W lipcu 1941 został szefem sztabu 284 Dywizji Piechoty, a po jej rozbiciu przez Niemców – Zgrupowania Partyzanckiego im. Szczorsa. Na terenie wschodniej Ukrainy, m.in. w rejonie Korosteń i Czarnobyl, prowadził akcje zwiadowcze i dywersyjne i walczył z siłami policyjnymi i małymi garnizonami Niemców i Ukraińców na służbie Niemiec. Latem 1943 działał w rejonie Kijów-Żytomierz. Wiosną 1944 był w dyspozycji szefa sztabu Partyzanckiego Ruchu Ukrainy, potem krótko Głównego Zarządu Kadr Armii Czerwonej. 10 VI 1944 jako podpułkownik skierowany do służby w Armii Polskiej w ZSRR, 15 VI 1944 został zastępcą szefa Oddziału Operacyjnego Sztabu 1 Armii WP. Od połowy lipca 1944 uczestniczył w operacjach tej armii pod Dęblinem, Puławami, Warką, nad Pilicą, w walkach o Pragę, później o Warszawę (od 18 VIII 1944 jako pułkownik). W styczniu 1945 uczestniczył w planowaniu, potem w operacjach 1 Armii WP na Wale Pomorskim, pod Kołobrzegiem, nad Odrą i w walkach o Berlin. 18 III-7 VI 1945 szef wydziału operacyjnego sztabu tej armii. W kwietniu 1945 lekko ranny w głowę. Po wojnie szef I Oddziału sztabu Dowództwa Okręgu Wojskowego nr IV w Katowicach, od grudnia 1945 szef sztabu Dowództwa Okręgu Wojskowego nr VI w Łodzi, od 15 XI 1946 szef sztabu Dowództwa Okręgu Wojskowego nr II w Bydgoszczy (późniejszego Pomorskiego Okręgu Wojskowego), od jesieni 1948 dowódca Okręgu Wojskowego nr VII w Lublinie. Od maja 1949 dowódca 1. Korpusu Pancernego w Gdańsku (od grudnia 1949: 1 Korpusu Zmechanizowanego). 11 V 1949 Prezydium Rady Ministrów ZSRR mianowało go generałem-majorem; 5 dni potem zweryfikowany jako generał brygady WP. W okresie 13 X 1952 – 24 VII 1954 komendant Wyższej Szkoły Piechoty w Rembertowie. W sierpniu 1954 wrócił do ZSRR. Był w dyspozycji naczelnika Głównego Zarządu Kadr Armii Radzieckiej w Moskwie, niedługo potem przeniesiony do rezerwy. Mieszkał w Mińsku, później w Kijowie, gdzie zmarł.
Podczas służby w WP figurował pod spolszczonymi wariantami imienia: Wawrzyniec, Ławrenty, Laurentij, Ławrencjusz, Laurencjusz.

## Odznaczenia
- Krzyż Komandorski Orderu Odrodzenia Polski (1954)
- Krzyż Oficerski Orderu Odrodzenia Polski (1945)
- Krzyż Srebrny Orderu Virtuti Militari (1945)
- Order Krzyża Grunwaldu III klasy (1945)
- Złoty Krzyż Zasługi (1946)
- Medal za Warszawę 1939–1945
- Medal za Odrę, Nysę, Bałtyk
- Brązowy Medal „Siły Zbrojne w Służbie Ojczyzny” (1951)
- Order Lenina
- Order Czerwonego Sztandaru
- Order Bohdana Chmielnickiego II stopnia
- Medal „Partyzantowi Wojny Ojczyźnianej” (1944)
- Medal „Za zwycięstwo nad Niemcami w Wielkiej Wojnie Ojczyźnianej 1941–1945”

I inne.